# سن-توما-دیدیم، کبک
سن-توما-دیدیم (به فرانسوی: Saint-Thomas-Didyme) شهری در منطقه شهری ماریا-شاپدولن ناحیه سگنه-لاک-سن-ژان در استان کبک کانادا است. در سرشماری سال ۲۰۱۱ این شهر ۷۷۲ نفر جمعیت داشته‌است و مساحت آن ۳۲۵٫۳۶ کیلومتر مربع است.